# Lauren Gibbs
Pour les articles homonymes, voir Gibbs.
Lauren Gibbs, née le 2 mars 1984 à Los Angeles, est une bobeuse américaine.

## Carrière
Elle remporte la médaille de bronze en bob à deux des Championnats du monde 2016 et la médaille d'argent de l'épreuve de bob à deux féminin aux Jeux olympiques de 2018 avec Elana Meyers.

## Palmarès

### Jeux Olympiques
- : médaillé d'argent en bob à 2 aux JO 2018.

### Championnats monde
- : médaillé d'or en bob à 2 aux championnats monde de 2020.
- : médaillé de bronze en bob à 2 aux championnats monde de 2016.

### Coupe du monde
- 18 podiums  : 
  - en bob à 2 : 6 victoires, 4 deuxièmes places et 8 troisièmes places.

#### Détails des victoires en Coupe du monde
| Édition   | Bob à 2                     |
| 2015-2016 | Saint-Moritz                |
| 2017-2018 | Park City                   |
| 2018-2019 | Saint-Moritz                |
| 2019-2020 | Lake Placid x2 Saint-Moritz |